# Mode de production capitaliste
Le mode de production capitaliste est, selon la critique économique de Karl Marx, le système de production des sociétés capitalistes, qui a débuté en Europe au XVIe siècle, et qui s'est développé rapidement en Europe de l'Ouest à la fin du XVIIIe siècle, et plus tard s'est étendu au monde entier.
Il est caractérisé par : la prédominance du travail salarié, donc de l'exploitation de main-d'œuvre des salariés, de la propriété privée des moyens de production, de la distribution et l'échange des richesses essentiellement dans l'économie de marché (production marchande) et dans l'accumulation du capital (production pour le profit).
Un « mode de production » (Produktionsweise en allemand) est « la façon particulière de produire », qui peut être défini par ses moyens sociologiques utilisés, par son organisation hiérarchique, ainsi que le type de technologies et d'outils utilisés.
Le mode de production capitaliste peut exister au sein des sociétés avec des systèmes étatiques différents (par exemple la démocratie libérale, la social-démocratie, le fascisme, l'État communiste, le tsarisme, ...), et les différentes structures sociales telles que le tribalisme, le système des castes, la société paysanne, urbaines et la société industrielle.[réf. souhaitée]
Bien que le capitalisme ait existé sous la forme de l'activité marchande, banque, location de la terre, et à petite échelle fabrique dans les phases précédentes de l'histoire, il était généralement une activité relativement mineure et secondaire pour les autres formes d'organisations sociales et de production, le système de propriété en vigueur a maintenu le commerce dans des limites claires.

## Origines
Cette construction intellectuelle provient de Karl Marx dans ses livres le Manifeste communiste, les Manuscrits de 1844 et Le Capital. Ses œuvres étant elles-mêmes la synthèse et la critique de trois éléments: l'économie classique anglaise (Adam Smith, David Ricardo et Malthus), la philosophie idéaliste allemande (principalement de la dialectique de Hegel) et  du mouvement ouvrier de la première moitié du XIXe siècle, qui est représenté par des auteurs que Karl Marx qualifie de socialistes utopiques.